# Huairen

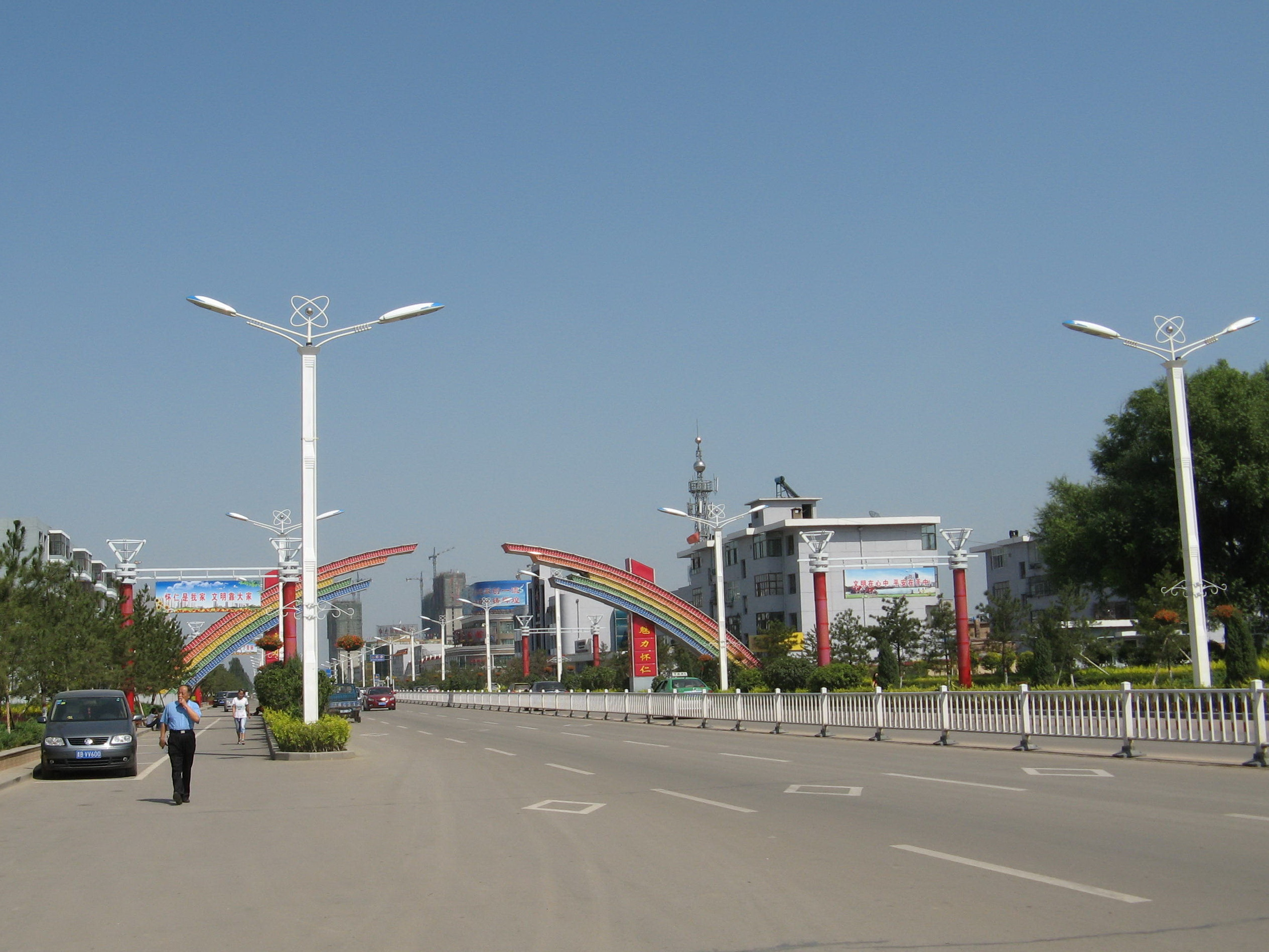
Huairen (2011)

Huairen (chinesisch 怀仁市, Pinyin Huáirén Shì) ist eine kreisfreie Stadt, die zum Verwaltungsgebiet der bezirksfreien Stadt Shuozhou in der chinesischen Provinz Shanxi gehört. Die Stadt wurde am 8. August 2018 gegründet. Zuvor hatte Huairen den Status eines Kreises. Huairen hat eine Fläche von 1.238 km² und zählt 348.470 Einwohner (Stand: Zensus 2020). Sein Hauptort ist die Großgemeinde Yunzhong (云中镇).

## Administrative Gliederung
Auf Gemeindeebene setzt sich Huairen aus vier Großgemeinden und sechs Gemeinden zusammen. 
Diese sind:
- Großgemeinde Yunzhong 云中镇
- Großgemeinde Wujiayao 吴家窑镇
- Großgemeinde Jinshatan 金沙滩镇
- Großgemeinde Maojiazao 毛家皂镇

- Gemeinde Hejiabao 何家堡乡
- Gemeinde Xinjiayuan 新家园乡
- Gemeinde Xinhe 亲和乡
- Gemeinde Haibeitou 海北头乡
- Gemeinde Maxinzhuang 马辛庄乡
- Gemeinde Hetou 河头乡